# Maximum the Hormone
Maximum the Hormone este o trupă japoneză de Nu metal formată în anul 1998.
Maximum the Hormone reprezintă una dintre cele mai de succes formații date de către Japonia,  în zona muzicii hard, stilul de heavy metal fiind evident in piesele lor. S-au remarcat de asemenea prin contribuirea la coloana sonora a anime-urile Death Note, What's up people și Zetsou Billy.

## Membri
- Daisuke-han - Voce
- Maximum the Ryo-kun - Chitară,voce
- Ue-chan - Chitară bas
- Nao - Tobe